# Nieder Ochtenhausen
Nieder Ochtenhausen ist ein Ortsteil der Stadt Bremervörde im Landkreis Rotenburg (Wümme) in Niedersachsen.

## Geografie
Nieder Ochtenhausen liegt westlich der Oste und südöstlich der Mehe im Elbe-Weser-Dreieck zwischen Bremen, Bremerhaven und Hamburg etwa sieben Kilometer nördlich von Bremervörde am Fluss.

## Geschichte
Nieder Ochtenhausen wurde 1218 erstmals urkundlich erwähnt. Wesentlich für die Entwicklung des Ortes war die Schifffahrt auf der Oste. Nur per Schiff konnte der abgebaute Torf zu den Abnehmern in den Städten transportiert werden. 1783 kaufte Kommerzienrat Christian Ludwig Albrecht Patje aus Hannover das Gut. Er investierte stark in Nieder Ochtenhausen, neben der Windmühle im neuen Ortsteil Mühlheim (1787 auf dem höchsten Punkt des Ortes gebaut) entstanden zahlreiche Handwerksbetriebe und neue Bauernhöfe.

1868 wurde das erhaltene Gutshaus Köppen am Vorfeldring 60 gebaut. 
Am 1. März 1974 wurde Nieder Ochtenhausen in die Stadt Bremervörde eingegliedert.

## Politik

### Ortsrat
Der Ortsrat, der den Ortsteil Nieder Ochtenhausen vertritt, setzt sich aus sieben Mitgliedern zusammen. Die Ratsmitglieder werden durch eine Kommunalwahl für jeweils fünf Jahre gewählt.
Bei der Kommunalwahl 2021 ergab sich folgende Sitzverteilung:
- Wählergemeinschaft Nieder Ochtenhausen: 7 Sitze

### Wappen
Im grünen Feld ein linker Schrägstrom in Silber. In Silber rechts oben eine Windmühle und links unten ein Segelschiff.

## Bauwerke
- Ehem. Speicher Mühlheimer Straße 11 von um 1790 in Fachwerk, in dieser Bauweise ein sehr seltene Kornscpeicher, im 21. Jh. vom Gut Köppen umgesetzt, wird heute als Gemeinschaftshaus für öffentliche und private Veranstaltungen sowie als Regionalmuseum genutzt.
- Gutshaus Köppen von 1868 in Backstein, auf hohem Sockelgeschoss

## Tourismus
Nieder Ochtenhausen liegt an der Deutschen Fährstraße. Durch die nahe Oste ist es für Angler ein interessantes Revier mit einem Tidehub von etwa 1,5 Metern.